# Bourecq
Bourecq è un comune francese di 589 abitanti situato nel dipartimento del Passo di Calais nella regione dell'Alta Francia.

## Storia

### Simboli
Il comune ha ripreso lo stemma di una delle antiche famiglie nobili del luogo, i De Caffort, che portavano di rosso, a tre scaglioni d'argento. L'emblema municipale reca nella seconda partizione un cancellato con un quartier franco, senza dubbio un'arma d'alleanza non identificata. Nello scegliere il proprio stemma il comune si è direttamente ispirato a uno stemma scolpito su una pietra proveniente dal castello di Malannoy, distrutto nel 1543 dall'esercito del duca di Vendôme.

## Società

### Evoluzione demografica
Abitanti censiti